# Rediu (Rădăuți-Prut), Botoșani
Rediu este un sat în comuna Rădăuți-Prut din județul Botoșani, Moldova, România.
Localnicii cultivă viță de vie.
Școala satului este in renovare, fiind o veche clădire boierească. Grădinița este în aceeași curte cu școala. Biserica satului este și ea în renovare, fiind pictată în proporție de 60%. 
Biserica satului este construită în anul 1860 de o mare boieroaică a vremii pe nume Băltoaia. Tot biserica Sf. Gheorghe din Rediu își serbează hramul pe 9 mai. Ea este pictată în 2009 în proporție de 75 %.
Scoala satului este într-o veche clădire boierească care datează tot de prin 1860. În 2009 ea a fost în curs de modernizare.
Satul are gospodari care se ocupă și cu cultivarea viței de vie. Pădurea satului nu este prea mare, circa 100 hectare și se numește Huci.
 Acest articol despre o localitate din județul Botoșani este deocamdată un ciot. Puteți ajuta Wikipedia prin completarea lui.